# Alexis Sánchez
Alexis Alejandro Sánchez (Tocopilla, 19 de dezembro de 1988) é um futebolista chileno que atua como atacante. Atualmente joga na Udinese.

## Carreira

### Cobreloa
Sánchez começou sua carreira profissional no Cobreloa. Estreou profissionalmente em 12 de fevereiro de 2005 ante ao Club de Deportes Temuco com dezesseis anos de idade.

### Udinese

#### Colo-Colo
A Udinese o contratou em maio de 2006 por cinco temporadas. Porém, devido a sua pouca idade, logo o emprestou ao Colo-Colo.

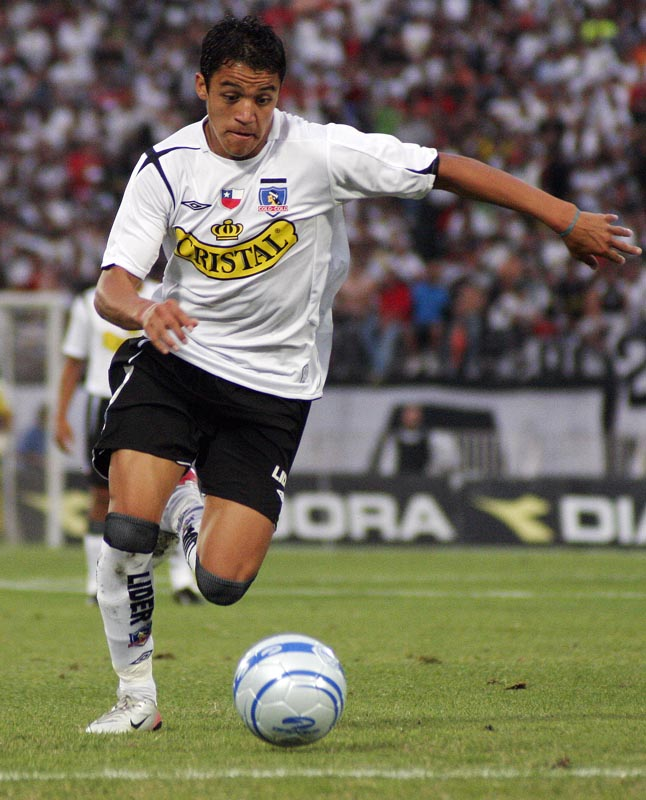
Sánchez com o Colo -Colo em 2006

#### River Plate
Foi novamente emprestado, desta vez ao River Plate, onde estreou no dia 26 de agosto de 2007, contra o San Martín. Ainda com poucas partidas no clube sofreu grave lesão em seu tornozelo esquerdo que o tirou dos gramados por meses. Mesmo assim, ainda foi campeão argentino (Clausura) de 2008.

### Retorno à Udinese
Somente em 22 de julho de 2008 foi apresentado pela Udinese como reforço para a temporada. Pôde jogar com seus companheiros de Campeonato Sul-Americano Sub-20, Mauricio Isla e Nicolás Crovetto. Rapidamente, o jogador tornou-se popular entre os torcedores da Udinese por conta de sua habilidade com a bola. No dia 8 de fevereiro, Sánchez marcou um gol no último minuto da partida contra o Bologna.

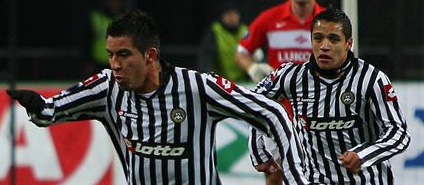
Sánchez com a Udinese

### Barcelona
No dia 21 de julho de 2011 foi anunciado como reforço do Barcelona. Em sua primeira temporada no Barça não teve muitas chances como titular, devido a ótima fase de David Villa. Apenas após este sofrer uma lesão no final da temporada foi que o chileno passou a jogar como titular. Sua primeira grande oportunidade foi a partida de ida contra o Chelsea, no Stamford Bridge, pela semifinal da Liga dos Campeões, onde foi bastante elogiado pela boa movimentação, mas também ficou marcado por ter desperdiçando a melhor chance de gol da equipe catalã que foi derrotada pelo placas mínimo (1 a 0). No jogo de volta teve uma atuação apagada e foi substituído no início da segunda etapa, na partida que acabou empatada em 2 a 2, resultado que eliminou o clube blaugrana em pleno Camp Nou. Na final da Copa do Rei se destacou dando uma assistência para Cesc Fàbregas e participando da maioria das jogadas ofensivas da equipe e que acabaram em gol; a partida acabou 6 a 2 para o Barça diante do Athletic Bilbao. Ao todo ele disputou 14 partidas na temporada, sendo 9 como titular e marcou 3 gols, todos eles quando esteve em campo os noventa minutos.
Na temporada 2012–13 Sánchez ganhou mais espaço no clube e foi peça importante durante a campanha do título do Campeonato Espanhol. Atuando como titular ao lado de Lionel Messi ou substituto de Villa, conseguiu fazer boas partidas e teve a aprovação do torcedor. Encerrou a temporada com 11 gols marcados, todos eles pela Liga, num total de 23 partidas disputadas (15 como titular).
A temporada 2013–14 foi com certeza a melhor de Sánchez no Barcelona. Devido a saída de David Villa, o chileno ganhou a posição de titular e, agora, com a chegada do brasileiro Neymar, tornou-se o atacante mais avançado formando um trio ofensivo de Sul-Americanos com Neymar e Messi. Apesar de não ter conquistado títulos na temporada, foi a que ele mais se destacou individualmente. Encerrou a temporada com 20 gols marcados, sendo 15 pela Liga, 3 na Copa do Rei e mais 2 pela fase de grupos da Liga dos Campeões da UEFA.

### Arsenal

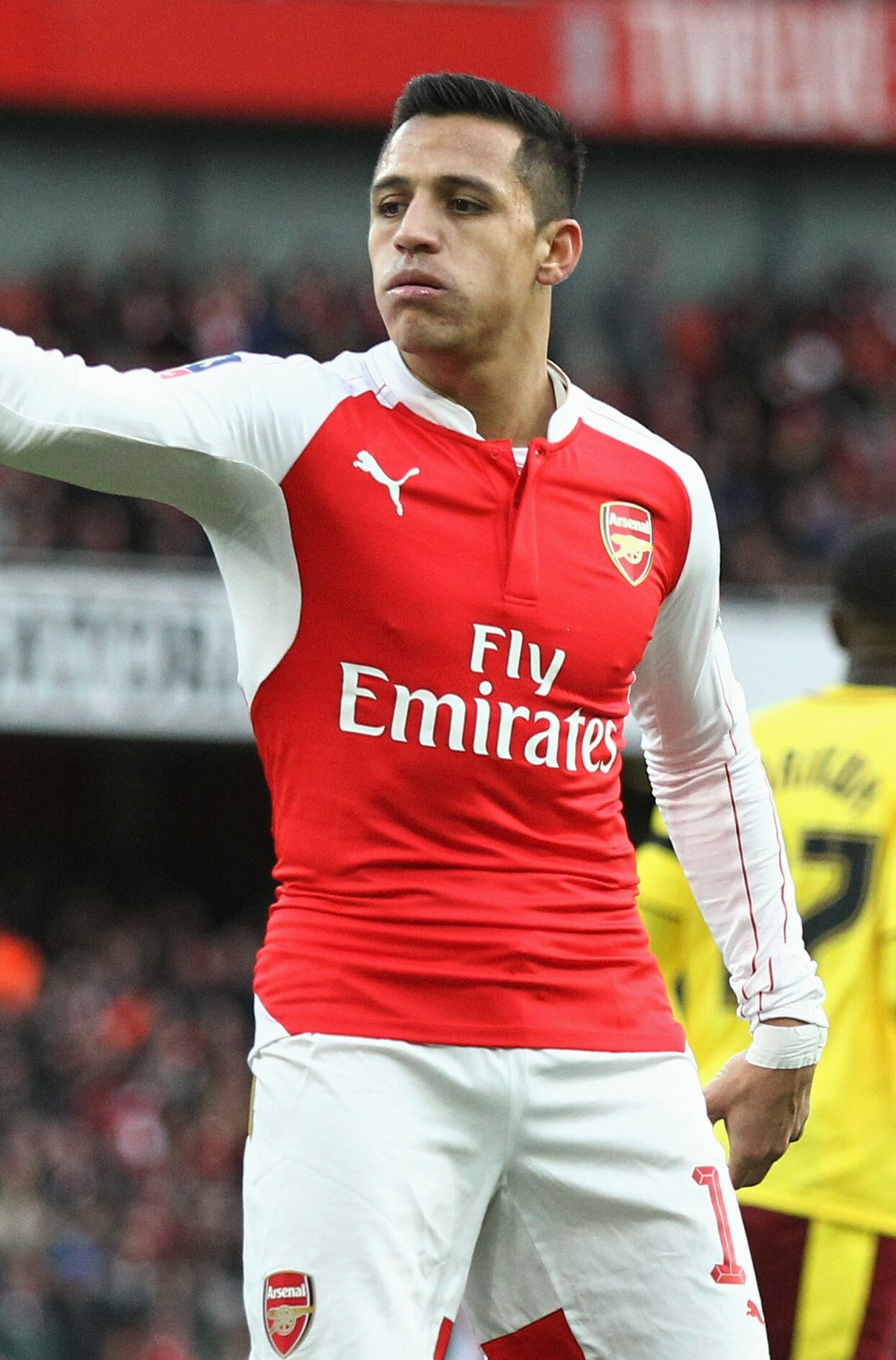
Sánchez com o Arsenal em 2016

Quando surgiu o interesse no Barcelona de contratar o atacante uruguaio Luis Suárez do Liverpool, Sánchez, por saber que poderia novamente perder espaço na equipe, procurou facilitar a sua transferência. Logo surgiram diversos clubes interessados, mas a proposta arrebatadora foi a do Arsenal, que não tinha nenhum nome de destaque para a sua posição. 
Em 10 de julho de 2014 transferiu-se então para os Gunners por 30 milhões de libras (aproximadamente R$ 114 milhões), recebendo a camisa de número 17.
Como era de se esperar Sánchez ganhou rapidamente a condição de principal estrela da equipe, conduzindo os Gunners ao título da Copa da Inglaterra como artilheiro da equipe na competição com seis gols marcados. No Inglês o Arsenal ficou com o vice, atrás apenas do Chelsea, que dominou a competição. Terminou a temporada com 16 gols na Premier League, 6 pela Copa da Inglaterra e mais 2 pela Liga dos Campeões. Na temporada seguinte tornou-se o capitão da equipe e passou a utilizar o uniforme com numeral 7, o mesmo utilizado na Seleção Chilena. Na temporada 2016–17 conquistou mais uma vez o título da Copa da Inglaterra, desta vez marcando o primeiro gol da emocionante vitória por 2 a 1 contra o Chelsea que era candidato favorito ao título, já que havia sido mais uma vez campeão da Premier League dominando a competição.

### Manchester United

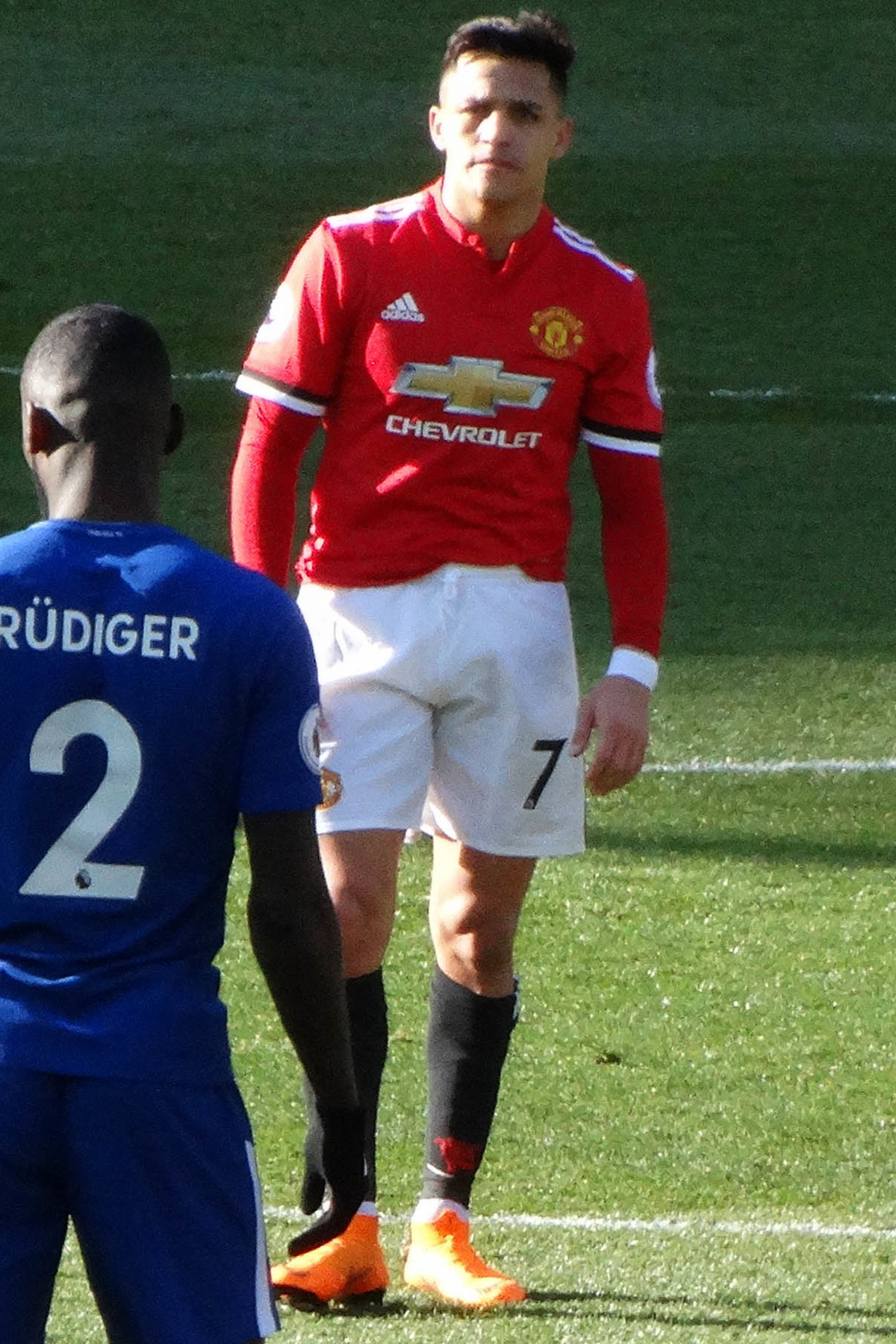
Alexis Sánchez com o Manchester United em 2018.

No dia 22 de janeiro de 2018 assinou com o Manchester United, que em troca cedeu Henrikh Mkhitaryan ao Arsenal. Com o acordo, Alexis passou a ser o jogador mais bem pago da história da Premier League, com um salário anual de 23 milhões de libras, recebendo 350 mil por semana. Fez sua estreia em 26 de janeiro, em partida contra o Yeovil Town, válido pela quarta fase da Copa da Inglaterra de 2017–18. Alexis começou como titular e deu a assistência para o segundo gol do United, marcado por Ander Herrera, na vitória por 4 a 0.

### Internazionale
No dia 29 de agosto de 2019, o chileno foi emprestado a Internazionale por um ano. Após a confirmação da saída de Mauro Icardi para o PSG, Sánchez recebeu a camisa 7. Marcou seu primeiro gol pelo clube no dia 28 de setembro, em uma vitória fora de casa contra a Sampdoria por 3 a 1.. Em 6 de agosto de 2020, a Internazionale anunciou sua compra definitiva até 2023. Em 2021, um de seus gols permitiu ao Inter vencer a final da Supercopa da Itália.
Alexis Sánchez, de 33 anos, rescindiu seu contrato com a Inter de Milão em 8 de agosto de 2022 após três épocas, um ano antes do fim do vínculo com o clube italiano.
Chegado em 2019 a Milão, Sanchez nunca se afirmou como titular do time, pois sempre estava lesionado durante as duas primeiras épocas, contudo ainda assim foi o protagonista de um golo decisivo na época passada para a conquista da Supertaça de Itália, no último segundo da prorrogação contra à Juventus.

### Olympique de Marselha
O presidente do Olympique de Marselha, o espanhol Pablo Longoria, assegurou a contratação de Alexis Sánchez para sua equipe em 10 de agosto de 2022,  se comprometeram  por um ano com a opção de outro.Em 14 de agosto, Alexis fez sua estreia pelo Olympique de Marseille na segunda jornada da Ligue 1, entrando como substituto de Cengiz Ünder no início do segundo tempo em um empate de 1 a 1 fora de casa contra o Stade Brestois 29. Em 28 de agosto, Alexis marcou seus primeiros gols no futebol francês com dois gols na vitória por 3 a 0 fora de casa contra o  Nice, também alcançando a marca de 200 gols a nível de clube em sua carreira.
Terminou sua única temporada com a camisa do Olympique de Marselha disputando 44 partidas, marcou 18 gols e distribuiu três assistências.

### Retorno a Internazionale
Em 25 de agosto de 2023, retornou para a Internazionale com um contrato de uma temporada.

## Seleção Chilena
Com apenas dezessete anos, Sánchez foi convocado e atuou por diversas vezes pela Seleção Chilena. Estreou oficialmente em um amistoso contra a Nova Zelândia em 27 de abril de 2006, entrando aos 13 minutos do segundo tempo no lugar de Juan Lorca. Como ficou fora da Copa do Mundo de 2006, a Seleção Chilena viajou para disputar amistosos na Europa contra a Irlanda, Costa do Marfim e Suécia, as duas últimas em preparação para o torneio. Sánchez teve destacas atuações nas três partidas, despertando o interesse mundial para aquele desconhecido chileno que acabara de subir para o time principal do Cobreloa.
Apesar de marcar apenas um gol no Campeonato Sul-Americano Sub-20, realizado em janeiro do ano seguinte, Sánchez provou ser peça vital para a equipe que se classificou para o Mundial Sub-20, realizado alguns meses depois no Canadá. Durante o torneio, Alexis teve várias chances e deu inúmeras assistências a seus companheiros de equipe.
Dois anos mais tarde, Alexis Sánchez foi titular absoluto da boa campanha chilena nas eliminatórias para a Copa do Mundo de 2010, tendo destacáveis atuações, como na partida em que marcou dois gols na vitória do Chile sobre a Bolívia por 4 a 0, em Santiago. A promissora equipe chilena havia garantido sua vaga no Mundial do ano seguinte, realizado na África do Sul. No torneio, porém, o Chile viu suas expectativas irem por água abaixo na partida contra a Seleção Brasileira, uma das favoritas ao título, e acabou eliminado nas oitavas-de-final após um 3 a 0 a favor dos brasileiros (ficha da partida).
Com a chegada de Jorge Sampaoli no comando, Sánchez se torna a principal estrela da Seleção Chilena e foi destaque durante toda a ótima campanha do Chile na Eliminatórias, onde ficou em 2° colocado. 
Foi convocado para a Copa do Mundo FIFA de 2014 realizada no Brasil como principal jogador do Chile. Já na estreia a empolgada torcida chilena festejou a vitória e ótima atuação da equipe contra a Austrália, onde seu principal jogador teve um papel fundamental, marcando um gol e dando uma assistência. A partida acabou 3 a 1 para os chilenos. Nas oitavas de final contra os donos da casa foi dele o gol que levou a partida para a prorrogação e pênaltis, porém não conseguiu evitar a eliminação.
Em 2015 vive seu melhor momento com a camisa do Chile conquistando o título inédito da Copa América, que foi disputada em seu próprio país. Sánchez teve uma papel funamental e inclusive converteu o pênalti que deu o título ao Chile por cobertura na disputa de penalidades contra a Argentina, após empate sem gols no tempo normal e prorrogação no Estádio Nacional em Santiago. No ano seguinte derrota novamente a Argentina nos pênaltis e consegue se sagrar bicampeão da América pelo Chile, conquistando então a Copa América Centenário. 
Em 2017 conquistou o vice-campeonato da Copa das Confederações pelo Chile, com um desempenho abaixo do que nas duas conquistas continentais. Também participou do grande fracasso chileno nas eliminatórias para a Copa do Mundo FIFA de 2018, no qual a então bicampeã da América não conseguiu se classificar e terminou apenas em 6° lugar, ficando de fora até mesmo da Repescagem.

## Títulos
Colo-Colo
- Campeonato Chileno: 2006 (Clausura) , 2007 (Apertura)

River Plate
- Campeonato Argentino: 2008 (Clausura)

Barcelona
- Campeonato Espanhol: 2012–13
- Copa do Rei: 2011–12
- Supercopa da Espanha: 2011, 2013
- Supercopa da UEFA: 2011
- Mundial de Clubes da FIFA: 2011

Arsenal
- Copa da Inglaterra: 2014–15, 2016–17
- Supercopa da Inglaterra: 2014

Internazionale
- Campeonato Italiano: 2020–21, 2023–24
- Copa da Itália: 2021–22
- Supercopa da Itália: 2021, 2023

Seleção Chilena
- Copa América: 2015, 2016

### Prêmios individuais
- Bola de Ouro da Copa América Centenário[24]
- Equipe ideal da Copa América Centenário[25]
- Melhor jogador da Itália (Diario La Gazzetta dello Sport) da temporada 2010–11
- Melhor jogador da partida da Copa do Mundo de 2014: Chile 3x1 Austrália
- Melhor jogador da Serie A Tim, pela Udinese. Temporada 2010–11
- 9º melhor jogador do ano de 2016 (The Guardian)[26]
- 13º melhor jogador do ano de 2016 (Marca)[27]
- Bola de Prata da Copa das Confederações FIFA: 2017
- Jogador do mês da Premier League: Outubro de 2014, Outubro de 2015
- Equipe do Ano PFA da Premier League: 2014–15
- IFFHS MEN’S ALL TIME CHILE DREAM TEAM[28]